# Кларксон, Лана
Ла́на Джин Кла́рксон (англ. Lana Jean Clarkson; 5 апреля 1962, Лонг-Бич, Калифорния, США — 3 февраля 2003, Алхамбра, Калифорния, США) — американская актриса и фотомодель.

## Биография и карьера
Лана Джин Кларксон родилась 5 апреля 1962 года в Лонг-Бич (штат Калифорния, США) в семье Джеймса М. и Донны Кларксон. Её младший брат — художник и дизайнер спецэффектов Джесси Дж. Кларксон (род. 1973), также есть сестра Фаун.
Выросла Лана в Напе (штат Калифорния, США). В конце 1970-х годов семья Кларксон переехала в Северную Калифорнию.
В начале 1980-х годов в Лос-Анджелесе Лана начала карьеру актрисы и фотомодели. Кларксон снималась в рекламных роликах, её последней работой в кино стала роль доктора Эллен Тайлер в фильме 2001 года «Марш».

## Убийство
40-летняя Лана Кларксон была убита выстрелом в голову продюсером Филом Спектором (1939—2021) в его же особняке.
3 февраля 2003 года Спектор решил поехать выпить в Голливуд, ночь он закончил в Доме Блюза на Сансет-Стрип, в котором в тот момент работала Лана Кларксон, известная благодаря своей роли в фильме «Весёлые времена в школе Риджмонт». Она не узнала Спектора и отказала ему в посещении заведения, но другие члены руководства настояли на том, чтобы впустить его в клуб.
Спектор отвёз женщину к себе домой в своем лимузине — именно там её и убил выстрелом в рот. В панике он выбежал из дома и сказал ожидавшему его водителю: «Я думаю, что выстрелил в неё». Фила Спектора дважды судили и в конечном итоге признали виновным в убийстве Ланы Кларксон.
Спектор заявил, что Кларксон случайно выстрелила в себя.

## Суд
Спустя 4 года в 2007 году Спектор был осуждён за убийство Кларксон. 26 сентября 2007 года было объявлено, что присяжные не пришли к единому мнению. 13 апреля 2009 года суд присяжных признал Спектора виновным в убийстве Кларксон. Спектор был приговорен к сроку от 19 лет до пожизненного за убийство второй степени, а также за незаконное ношение оружия. Спектор скончался в 2021 году от последствий COVID-19 во время отбывания наказание в виде 19 лет лишения свободы. В день смерти Филу был 81 год, и ещё минимум три года ему предстояло провести в тюрьме.

## Фильмография
| Год       |     | Русское название                                  | Оригинальное название                        | Роль                       |
| --------- | --- | ------------------------------------------------- | -------------------------------------------- | -------------------------- |
| 1982      | ф   | Весёлые времена в школе Риджмонт                  | Fast Times at Ridgemont High                 | миссис Варгас              |
| 1982      | ф   | Мой лучший год                                    | My Favorite Year                             | девушка                    |
| 1983      | ф   | Ловчий смерти                                     | Deathstalker                                 | Кайра                      |
| 1983      | ф   | Мозговой штурм                                    | Brainstorm                                   | девушка                    |
| 1983      | с   | Трое — это компания                               | Three’s Company                              | Шерон Гордон               |
| 1983      | ф   | Лицо со шрамом                                    | Scarface                                     | женщина в клубе            |
| 1983      | с   | Джефферсоны                                       | The Jeffersons                               | София                      |
| 1983      | ф   | —                                                 | Female Mercenaries                           | н/д                        |
| 1984      | ф   | Свидание с незнакомцем                            | Blind Date                                   | Рейчел                     |
| 1984      | с   | —                                                 | Brothers                                     | Ванесса                    |
| 1984      | с   | Детектив Майк Хаммер                              | Mike Hammer                                  | массажистка                |
| 1984      | с   | Быстрое течение                                   | Riptide                                      | Келли                      |
| 1984      | с   | Рыцарь дорог                                      | Knight Rider                                 | Мэрилин                    |
| 1984      | с   | Кто здесь босс?                                   | Who’s the Boss?                              | Нанетт                     |
| 1985      | с   | Команда «А»                                       | The A-Team                                   | девушка Сонни Монро        |
| 1985      | ф   | Королева варваров                                 | Barbarian Queen                              | Аметея                     |
| 1985      | с   | —                                                 | George Burns Comedy Week                     | библиотекарь               |
| 1985—1990 | с   | Ночной суд                                        | Night Court                                  | Кэри / мисс Корланд        |
| 1986      | с   | Отель                                             | Hotel                                        | Шейла Карлсон              |
| 1986      | с   | Удивительные истории                              | Amazing Stories                              | мисс Аллюр                 |
| 1986      | с   | Лодка любви                                       | The Love Boat                                | Анджела                    |
| 1987      | ф   | Амазонки на Луне                                  | Amazon Women on the Moon                     | Альфа Бета                 |
| 1988      | с   | —                                                 | It’s a Living                                | Фон                        |
| 1989      | ф   | Волшебники Забытого королевства 2                 | Wizards of the Lost Kingdom II               | Аматея                     |
| 1990      | ф   | Возвращение сатаны                                | The Haunting of Morella                      | Коэль                      |
| 1990      | в   | Королева варваров 2: Сражение за скипетр Аркариса | Barbarian Queen II: The Empress Strikes Back | принцесса Аталия           |
| 1992      | с   | Крылья                                            | Wings                                        | Джанин                     |
| 1993—1995 | с   | Шёлковые сети                                     | Silk Stalkings                               | Анджела Мартин / Юла Кертц |
| 1996      | с   | —                                                 | Land’s End                                   | Кей                        |
| 1996      | с   | —                                                 | Night Stand                                  | Джейми                     |
| 1997      | ф   | Порочные девушки                                  | Vice Girls                                   | Джен Купер                 |
| 1997      | ф   | Любовь в Париже                                   | Love in Paris                                | женщина на модном показе   |
| 2000      | с   | 18 колес правосудия                               | 18 Wheels of Justice                         | Марта                      |
| 2000      | кор | —                                                 | Little Man on Campus                         | Джойс                      |
| 2001      | с   | Чёрный скорпион                                   | Black Scorpion                               | доктор Сара Беллум         |
| 2001      | тф  | Джеймс Дин                                        | James Dean                                   | Джейн Мэнсфилд             |
| 2001      | ф   | Марш                                              | March                                        | доктор Эллен Тайлер        |